# Țareviciul Nicolae Alexandrovici al Rusiei
Țareviciul Nicolae Alexandrovici Romanov (rusă Цесаревич Николай Александрович Романов) (n. 20 septembrie/8 septembrie 1843 – 12 aprilie/24 aprilie 1865) a fost Țarevici — moștenitor al Imperiului Rus din 2 martie 1855 până la moartea sa în 1865. În familie i se spunea Nixa.

## Biografie
S-a născut la Tsarskoe Selo ca al doilea copil și primul băiat al Țareviciului Alexandru Nicolaievici, fiul cel mare al împăratului Nicolae I al Rusiei, și al Prințesei Maria de Hesse. În 1855, bunicul patern moare iar tatăl său îi succede ca împăratul Alexandru al II-lea. 
În vara anului 1864 Nicolae s-a logodit cu Prințesa Dagmar a Danemarcei, care era a doua fiică a regelui Christian al IX-lea al Danemarcei și a reginei Louise și totodată cumnată a Prințului de Wales, moștenitor al tronului britanic.
La începutul anului 1865, în timpul unui turneu în Europa de Sud, a contractat o boală care a fost inițial în mod greșit diagnosticată ca reumatism. Mai târziu s-a dovedit a fi meningită cerebro-spinală. Simptomele inițiale includeau dureri de spate precum și sensibilitatea la zgomot și lumină. Cu toate acestea, Țareviciul și-a continuat turneul în Italia. Starea lui de sănătate s-a agravat rapid și a fost trimis în sudul Franței, dar acest lucru nu a adus nici o îmbunătățire. În primăvara lui 1865 Nicolae a continuat să se simtă rău și a murit la 24 aprilie 1865 la Nisa.
Moartea sa timpurie la vârsta de 21 de ani a fost devastatoare pentru mama sa.